# Oxygnathus
Oxygnathus is een geslacht van kevers uit de familie van de loopkevers (Carabidae). De wetenschappelijke naam van het geslacht is voor het eerst geldig gepubliceerd in 1826 door Dejean.

## Soorten
Het geslacht Oxygnathus omvat de volgende soorten:
- Oxygnathus aboranus Andrewes, 1929
- Oxygnathus elongatus (Wiedemann, 1823)